# Vuurvogel (Emmen)

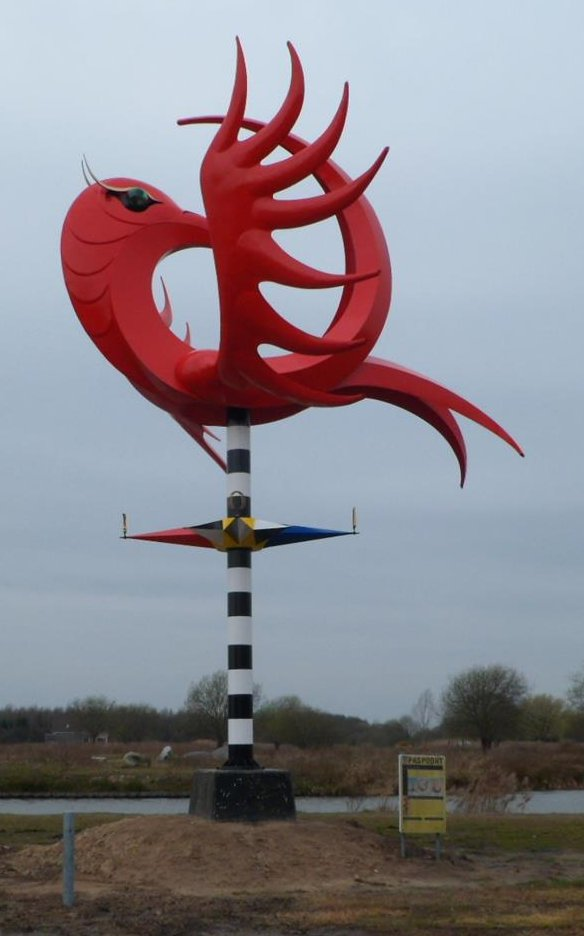
De Vuurvogel

De Vuurvogel is een kunstwerk van de hand van de in België woonachtige kunstenaar Cornelis Huisman. Het staat aan de Sandurdreef in de wijk Parc Sandur in de Nederlandse gemeente Emmen. Het kunstwerk is geïnspireerd door het Russische fabeldier de vuurvogel.

## Uitvoering

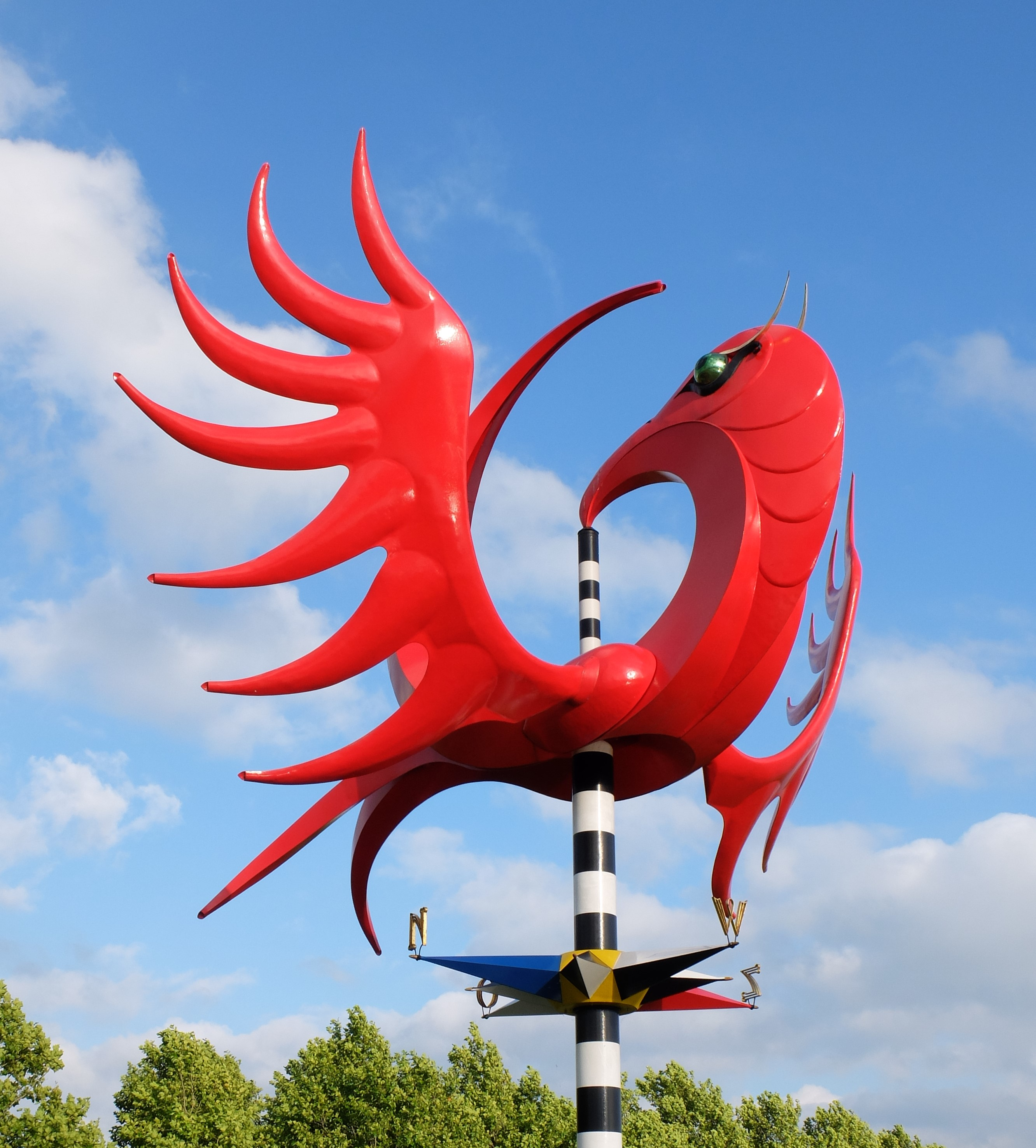
De Vuurvogel aan de Sandurdreef

De Vuurvogel is gemaakt van plaatstaal en bestaat uit een vuurrode vogel die met de snavel balanceert op een paal met zwarte en witte banden. De vogel fungeert als windwijzer. Halverwege de paal is een windroos aangebracht. De hoogte van het geheel is 9,5 m, de spanwijdte 10,5 m. Het gewicht is 2250 kg, hetgeen het draaien van de vogel niet belemmert. Cornelis Huisman (1939), de kunstenaar, heeft een werktuigbouwkundige achtergrond.

## Geschiedenis

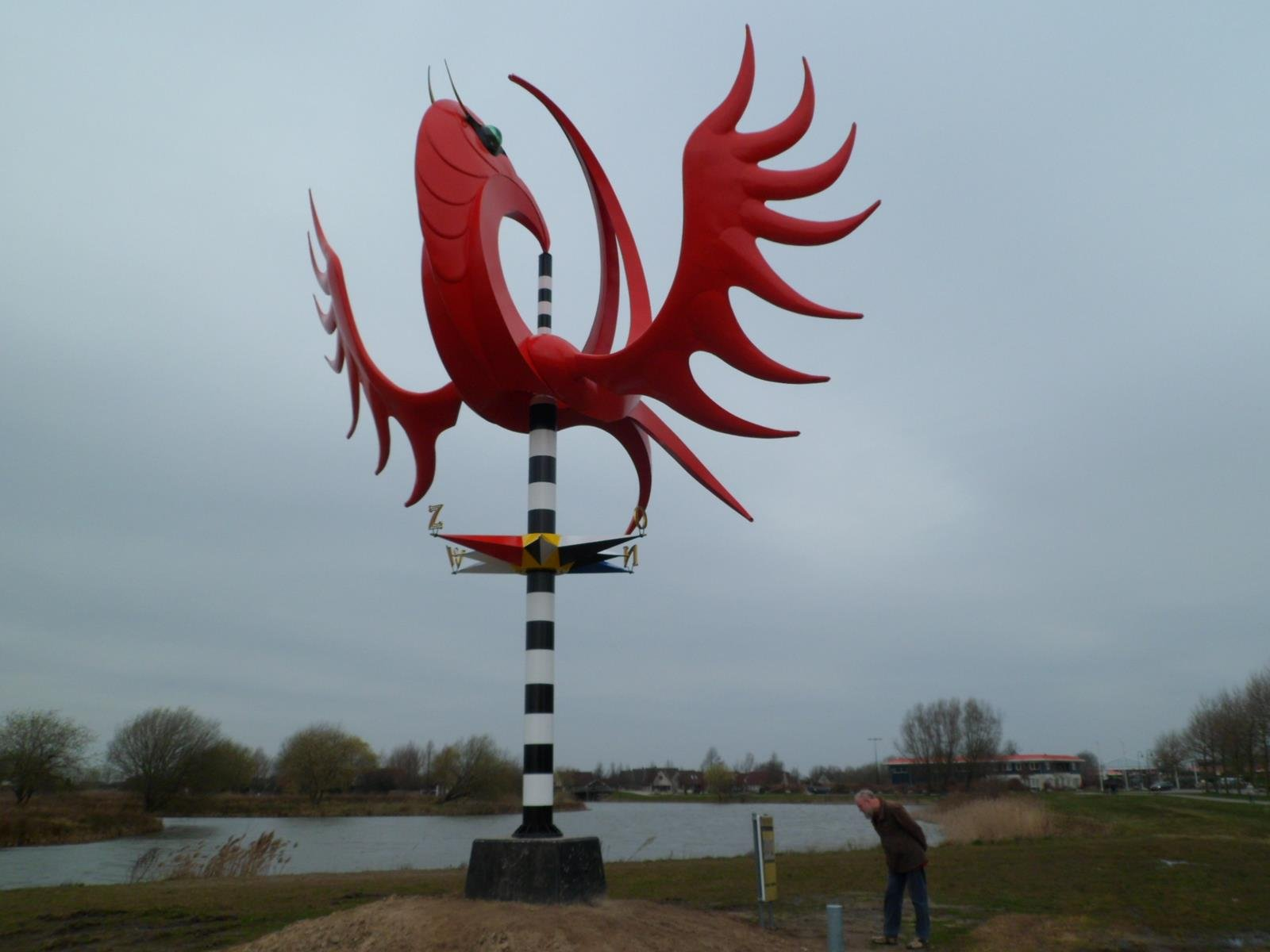
De Vuurvogel in Parc Sandur

In 1998 besloot de Rotaryclub van Emmen de gemeente een kunstwerk aan te bieden. Na een prijsvraag kreeg Cornelis Huisman de opdracht zijn idee om te zetten in een kunstwerk. In de jaren 1999 en 2000 werkte hij eraan.
Op 28 juni 2002 kreeg het kunstwerk een plaats bij de parkeerplaats van het nieuwe gedeelte van het Dierenpark Emmen. In 2008 besloot de gemeente Emmen dat nieuwe gedeelte uit te breiden en de dierentuin in zijn geheel daarheen te verplaatsen. Ook het stukje grond waarop de Vuurvogel stond was nodig voor de dierentuin in zijn nieuwe opzet. Daarom werd besloten het kunstwerk te verplaatsen naar Parc Sandur, een wijk die nog geen kunstwerk had.
Op 1 oktober 2014 werd de Vuurvogel weggehaald voor een opknapbeurt en op 18 maart 2015 herplaatst in Parc Sandur, aan de oever van de Grote Rietplas. Een wandelpad rond de plas heeft de naam Het Vuurvogelpad gekregen.